# Kanton Salon-de-Provence
Der Kanton Salon-de-Provence war von 1833 bis 2015 ein französischer Wahlkreis im Département Bouches-du-Rhône und in der Region Provence-Alpes-Côte d’Azur. Er umfasste zwei Gemeinden im Arrondissement Aix-en-Provence; sein Hauptort (frz.: chef-lieu) war Salon-de-Provence. Die landesweiten Änderungen in der Zusammensetzung der Kantone brachten im März 2015 seine Auflösung.
Der Kanton war 97,90 km2 groß und hatte 40.090 Einwohner (Stand: 2012).

## Gemeinden
| Gemeinde          | Einwohner (Stand: 2022) | Code postal | Code Insee |
| ----------------- | ----------------------- | ----------- | ---------- |
| Grans             | 5382                    | 13450       | 13044      |
| Salon-de-Provence | 44.553                  | 13300       | 13103      |